# Nacht, Tag und Nacht
Nacht, Tag und Nacht (OT. Noc, dzień i noc.) ist der Titel eines 1991 veröffentlichten Romans des polnischen Schriftstellers Andrzej Szczypiorski. Im selben Jahr erschien die deutsche Übersetzung von Klaus Staemmler. Erzählt wird mit autobiographischen Bezügen die Geschichte Antoni Rudowskis, der zusammen mit seiner Freundin Justyna während des Zweiten Weltkrieges gegen die deutschen Truppen kämpfte und anschließend zehn Jahre lang Opfer des stalinistischen Machtapparates wurde. Der Autor entfaltet an Charakteren der verschiedenen Bevölkerungsgruppen ein Bild der polnischen Geschichte von der deutschen Besetzung 1944 über die kommunistische Zeit bis zur Wende 1989.

## Inhalt

### Überblick
Der Roman besteht aus einer Rahmenhandlung und, in sie eingebettet, einer Reihe von Kurzporträts einzelner repräsentativer Personen der verschiedenen Bevölkerungsgruppen und politischen Lager.
In der nach der Wende 1989, zur Zeit der Dritten polnischen Republik, spielenden Rahmenhandlung erzählt der ca. 70-jährige Antoni Rudowski in der Ich-Form einer Schweizer Journalistin sein Leben, vermutlich für eine Biographie, kommentiert das Geschehen, wie es in seiner Erinnerung noch präsent ist, und erklärt der in der Friedenszeit der westlichen Wohlstandsgesellschaft sozialisierten jungen Frau die historischen Zusammenhänge.
Die Rückblicks-Handlung aus der sowjetisch dominierten kommunistischen Volksrepublik Polen wird in der Personalform aus den wechselnden Perspektiven der mit Rudowskis Schicksal verstrickten Personen entwickelt. Dabei werden die Psychogramme einzelner Figuren zunehmend zu einer zusammenhängenden Handlung vernetzt.
Das erzählte Geschehen umfasst im Wesentlichen drei Zeitabschnitte:
- Der Widerstand gegen die deutsche Besatzung 1944 und das Kriegsende
- Die Verhaftungen und Verhöre während der kommunistischen Herrschaft. Der pessimistische Romantitel bezieht sich auf die Gedanken des Juden Knoller nach seiner ersten Nacht im Gefängnis und spiegelt den Lebensrhythmus der Gefangenen; in den Gedanken des alten Juden Swarcblat gibt es jedoch in der Stimme der Natur die optimistische Fortsetzung „und dann wieder der Tag“ (Kap. 28).
- Die Schicksale und „Nachtgedanken“ einzelner Personen nach der Wende 1989 in Verbindung mit der Rahmenhandlung.

### Der kommunistische Machtapparat
Am Beispiel der Verhörstrategien, die bei Antoni Rudowski, dem Auschwitz-Überlebenden Knoller, dem polnischen Gutsherrensohn Hryniewicz und dem in Gefangenschaft geratenen deutschen SS-Offizier Klaus Arens eingesetzt werden, zeigt der Erzähler das Zusammenspiel des Staatssicherheitsdienstes (Ministerstwo Bezpieczeństwa Publicznego) mit Parteifunktionären und dem russischen Geheimdienst. Dabei geht es nicht um die Wahrheitsfindung, sondern um die Durchsetzung der kommunistischen Doktrin des Realsozialismus und die Ausschaltung potentieller Gegner. Die politisch Verantwortlichen kommen auf sehr unterschiedlichen Wegen zu ihren Ämtern:
- Der Sicherheitsoffizier Trojan hat sich erst Ende des Krieges nach wechselhaften Entwicklungsphasen für das kommunistische Lager entschieden hat. Der Sohn reicher, jedoch über ihre Verhältnisse lebender Eltern ist durch Anlagen und Sozialisation ein egozentrisches, verwöhntes Kind. Nach der Einschränkung des großbürgerlichen Haushalts muss der Jurastudent in Lemberg mit einem kleinen Budget auskommen, führt trotzdem das Leben eines Genussmenschen und bricht sein Studium ab. Ende des Krieges, als russische Truppen einziehen, ist er 26 Jahre alt und schließt sich aus rationalen Überlegungen über sein neues Leben der kommunistischen Partei an und wird Offizier des Sicherheitsdienstes. Autoritäten haben ihm immer schon imponiert: als frommes Kind war es Gott, nun ist es der Sieger Stalin (Kap. 4).
- Dagegen ist Czeslaw Czarnocki seit seiner Jugend Anhänger des Kommunismus. (Kap. 5) Er führt selbst keine Verhöre durch, ist aber an der Vorbereitung der Aktionen durch seine Aufgaben als Redakteur eines Parteiorgans und als Berichterstatter in politischen Prozessen maßgeblich beteiligt.

Geboren wird der Sohn eines Warschauer jüdischen Textilgroßhändlers unter dem Namen Chaim Szwarcblat. Er studiert Jura und Philosophie und nimmt als Journalist den Namen Czarnocki an. Mit seiner 15 Jahre jüngeren Frau Lidka lebt er während des Krieges 4 Jahre lang in Warschau in einem Versteck. Nach der Befreiung und dem Tod Lidkas beginnt seine Krise. Bisher war er in der räumlichen Isolation mit sich und seinen Theorien allein, nun ist er einer anderen Welt ausgesetzt und muss sich im Aufbau des Landes nach der sozialistischen Idee engagieren: „So begann sein revolutionäres Epos“. Da entdeckt der Intellektuelle und Theoretiker, „dass diese Frau ihn geschützt hatte vor dem Hass und dem unbegreiflichen Nihilismus, den er immer in sich trug.“ Zunehmend fühlt er in sich einen Zwiespalt: Als Kommunist ist er Stalin für die Befreiung seines Landes dankbar und sieht nun enttäuscht die Entfernung des polnischen Kommunismus von den europäischen Werten und Menschenrechten (Kap. 15).
- Der Mann im Hintergrund ist der von Moskau nach Polen entsandte Offizier der Sonderdienste Fjodor Iwanowitsch Lomakin (Kap. 9). Er wird als Pragmatiker, der nicht mehr an die kommunistischen Ideale glaubt, mit untertäniger russischer Seele beschrieben. Seine Aufgabe ist es, die Befehle der Führung erfolgreich auszuführen, nach Möglichkeit mit friedlichen Mitteln. Er sympathisiert mit dem Juden Charnocki, denn beiden ist der versteckte und russlandfeindliche Patriotismus der Polen fremd: Er fühlt den Widerspruch in den unfreien Augen der Polen, in denen der „Widerschein des im Menschen tobenden Feuers der Freiheit“ glimmt. Es macht ihn misstrauisch, „wenn in den Augen der dressierten, an Folgsamkeit gewöhnten, von der kalten Flamme der Illusion der Welterlösung erfassten Augen dieser seltsame, schreckliche Funke bewusster Unfreiheit, der Selbstvernichtung, der Schande, des Hasses und der Knechtschaft glüht“.[5]

### Verhaftungen und Verhöre
Am Beispiel Antoni Rudowskis veranschaulicht der Erzähler die aufwändige, die Biographien vieler Menschen nutzende Strategie des Apparates. Rudowski hat sich während der deutschen Besatzung der Widerstandsgruppe Armia Krajow, im Roman Heimatarmee genannt, angeschlossen und kämpft als 23-Jähriger, wie auch das Nachbarmädchen, die 19-jährige Justyna Stefania, beim Warschauer Aufstand 1944 auf den Barrikaden (Kap. 2). Die beiden können nach der Niederschlagung der Aktion durch die deutsche Wehrmacht aus Warschau fliehen, begegnen sich im Januar 1945 wieder in einer kleinen Provinzstadt, wo die junge Frau bei Verwandten wohnt, und verlieben sich ineinander (Kap. 14). Antoni lebt von Gelegenheitsarbeiten, hält sich viel auf der Straße auf, wo sein Nachbar, der Jude Knoller mit Devisen handelt, und wird dadurch in dessen Geschichte verwickelt. Obwohl unpolitisch, hält man ihn, den ehemaligen Kämpfer des Aufstandes und der Heimatarmee, für einen Gegner des kommunistischen Systems und bereitet seine Verhaftung vor. Die politische Polizei und der Geheimdienst verbinden dies mit einer großen Aktion gegen die Devisenhändler und nutzen die antijüdische Stimmung in Teilen der Bevölkerung aus.
Der Geheimdienst beginnt mit der Liquidation (Kap. 12) des Juden Szya Gutmajer, eines ehemaligen Auschwitzhäftlings, der jetzt als „König der Devisenhändler“ mit oft wechselnden Geliebten luxuriös lebt und damit seine Erinnerungen an die Krematorien verdrängt. Eines Morgens findet man ihn erstochen in seinem Bett. Es entsteht eine Unruhe unter den Händlern, u. a. bei dem 63-jährigen Knoller (Kap. 10), der in Auschwitz Frau und Tochter verloren, selbst aber überlebt hat. Auch er kann diese Zeit nicht vergessen und hofft auf ein neues Leben in Amerika. Dazu beliefert er den „Schnüffler der Miliz“ Kamaszek mit Informationen über amerikanische Devisen reicher Juden. Dieser zeigt sie jedoch nicht seiner Behörde an, sondern erpresst sie auf eigene Rechnung. Als Gegenleistung verspricht er Knoller einen Pass für seine Ausreise in die USA (Kap. 6).
Nach dem Mord hat Knoller Angst, er werde mit seinen Informationen für die Tat verantwortlich gemacht, zumal zu diesem Zeitpunkt Kamaszek aus der Öffentlichkeit verschwindet. Als nächster Schritt des Sicherheitsdienstes erfolgt die Verhaftung Knollers in einer spektakulär inszenierten Aktion.
Der Erzähler veranschaulicht an Knollers Verhör während seiner dreimonatigen Untersuchungshaft die Strategie des Geheimdienstes: Knoller soll bezeugen, dass Antoni und Kamaszek, mit Berufung auf einen Befehl der faschistischen und großteils antisemitischen Untergrundorganisation namens Polnische Nationalarmee, die Ermordung Gutmajers geplant und ausgeführt haben. Man setzt ihn durch die Beschuldigung seiner Mitbeteiligung am Mord unter Druck und verhört ihn erst hart durch den Hauptmann des Sicherheitsdienstes Glabusz und dann verständnisvoll vertraulich durch Trojan. Glabusz behauptet, Knoller habe zugegeben, ein Gespräch zwischen Rudowski und Kamaszek über ihre Planung der Ermordung Gutmajers gehört zu haben, was Knoller Trojan gegenüber bestreitet. Dieser gibt vor, ihm zu glauben, er könne aber nicht seinem Vorgesetzten widersprechen. Würde Knoller die angebliche Aussage widerrufen, drohe ihm wegen einer Falschaussage eine schwere Strafe. Trojan erklärt ihm, in dieser Phase des politischen Kampfes sei Glabusz von der Mittäterschaft Knollers überzeugt, er, Trojan, wolle ihn jedoch aus dieser Situation retten und baue ihm eine Brücke: Wenn er eine vage formulierte Zusatzerklärung über das fragliche Gespräch unterschreibe, die nicht Bestandteil des offiziellen Protokolls sei, werde er sofort entlassen und Glabusz sorge für die Ausstellung eines Passes für seine Ausreise in die USA (Kap. 11). Dazu kommt es jedoch nicht. Durch die Aktionen gegen die Devisenhändler wird die Stimmung der Bevölkerung gegen die Juden angeheizt. In der Stadt macht eine aufgebrachte Menge die nach dem Kriegsende zurückgekehrten Juden, die ihre alten Wohnungen beanspruchen, für ihre Armut verantwortlich und attackiert sie. Dabei werden einige getötet, u. a. der aus der Haft entlassene Knoller (Kap. 13).

### Zermürbungsstrategie
Nach Knollers Aussage wird Antoni von Glabusz verhaftet und verhört (Kap. 14). Da dieser bestreitet, Mitglied einer Untergrundorganisation zu sein und seine Unschuld beteuert, verfolgt man bei ihm eine Ermüdungs- und Zermürbungsstrategie (Kap. 16). Er wird in verschiedene Gefängnisse des Landes verlegt und immer wieder verhört. Seine Freundin Justyna, die selbst Ende 1948 in Warschau verhaftet und nach anderthalb Jahren plötzlich ohne Prozess entlassen wird, hat Schwierigkeiten, seinen jeweiligen Aufenthaltsort herauszufinden und ihn zu besuchen (Kap. 19).
Auch bei Antoni kommt es zu keinem Prozess und er wird nach 10-jähriger Untersuchung freigelassen (ca. 1956). Die Akteure der Geheimpolizei verschwinden hinter den Kulissen. Aber Antonis Leben und seine Liebesbeziehung ist gestört. Es kann sich in der Freiheit kein freies, unbeschwertes Verhältnis zu Justyna entwickeln (Kap. 26). Ihre tiefe Liebe entstand in einer Situation der Isolation und der Gefährdung. Die hohe Erwartung eines gemeinsamen Lebens hält dem Alltag nicht Stand. Justyna löst sich, um frei leben zu können, aus diesem belastenden Erinnerungs-Kreislauf lösen. „Liebe braucht Freiheit. Liebe durch das Gitter ist stets eine Art Betrug. In ihr ist mehr Überspanntheit, Träumerei, Sehnsucht als Zunge, Bauch, Schenkel […] Ich behaupte einfach, dass Liebe ohne Erotik krank ist.“
Ein Parallelfall ist die Geschichte von Hryniewicz (Kap. 20), dem ostpolnischen Gutsherrensohn, der zuerst von den Deutschen, dann nach dem Zweiten Weltkrieg von den Polen inhaftiert wird. Wie Antoni ist er Soldat der Heimatarmee und wie diesem wird ihm die Mitgliedschaft in der nur in der Phantasie der Machthaber existierenden Untergrundorganisation namens Polnische Nationalarmee vorgeworfen. Nach 11 Gefängnisjahren wird er rehabilitiert und kann als Wissenschaftler arbeiten.
Sein Zellennachbar ist der SS-Offizier Klaus Arens, dem die Todesstrafe wegen Kriegsverbrechen, v. a. Hinrichtung von Juden und Kriegsgefangenen, droht (Kap. 18). Offenbar hat man einen Deal mit ihm vor und er geht darauf ein, die ihm unbekannten Rudowski und Kamaszek der Kooperation mit der SS zu beschuldigen. So entgeht er der Todesstrafe und wird zu 25 Jahren Gefängnis verurteilt (Kap. 23).
Hintergrund dieser Verhöre und langjährigen Inhaftierungen ist für den Erzähler das irreale Weltbild des Untersuchungsapparates. Da die Mitglieder der Heimatarmee, die auch den Warschauer Aufstand initiierten, oft in der bourgeoisen Tradition des polnischen Vorkriegsstaates, in einer Abneigung sowohl gegen Deutschland wie gegen die UdSSR stehen, konstruieren die kommunistische Machthaber einerseits eine Verbindung mit dem „imperialistische[n] Amerika“ und behaupten andererseits die ideologische Nähe zu Hitlers „Knechtschaft“ am „völkermordenden Kapitalismus“ und seiner Gestapo. In diesem Apparat der Machtsicherung und -erweiterung sind die einzelnen Menschen nur Spielbälle und Bühnenfiguren, deren Konturen als Täter, Opfer und Zeugen sich durch plötzliche Szenenwechsel verwischen (Kap. 21 und 22).

### Verwandlungen
- Klaus Arens übersiedelt nach 25-jähriger Gefängnisstrafe Anfang der 1970er Jahre in die BRD. Er lebt als begüterter, aber sehr einsamer Mensch zusammen mit einer Betreuerin in einem Haus bei Much in der Nähe bei Köln. „Er kehrte ungern in seine Vergangenheit zurück, nicht weil er Gewissensbisse empfunden hätte […]“. Seine Nachbarn kennen seine Verbrechen nicht und haben wegen seiner langen Haft Mitleid mit ihm (Kap. 23).
- Oberst Lomakin lebt im Ruhestand in Moskau und rechtfertigt seiner Taten als Pflichterfüllung und Befehlsausführung. Trotzdem verfolgen ihn nachts die Bilder der Erinnerung und er stirbt auf einem Spaziergang mit der Halluzination, von einem teuflischen Mann mit fehlendem Herzfinger erwürgt zu werden (Kap. 24).
- Untersuchungsoffizier Glabusz gilt nach 1965 als aktiver Demokrat. Er gibt sich als Opfer antisemitischer Angriffe aus und wird angeblich zur Emigration nach Deutschland gezwungen, wo er eine kleine Wäscherei betreibt.
- Czarnocki lebt als müder Rentner allein auf dem Land bei Warschau und überdenkt sein Leben (Kap. 28). Nach seiner Abwendung von der kommunistischen Lehre ist er wieder zum jüdischen Glauben zurückgekehrt und streitet mit Gott über die Ursachen des menschlichen Leids. Er bezweifelt die Materialistische Dialektik und die Utopie von einer schrittweisen Optimierung der Gesellschaft im historischen Prozess, der den Menschen zum absoluten Herrscher macht. Auch in seiner Zeit als Publizist der Partei und Vollstrecker der objektiven Gesetze der Geschichte, glaubte er insgeheim an die Kraft eines metaphysischen Teufels im Menschen und ist jetzt wieder vom „furchtbaren jüdischen Pessimismus“ erfasst. Doch die Trennung von der Partei ging nicht von ihm aus. Nach seinem Ausschluss findet er eine Anstellung in einem wissenschaftlichen Institut und kann seine Sprachkenntnisse und seine Nähe zur Gedankenwelt in seine Arbeit einfließen lassen.[9]
- Professor Hryniewicz wird nach mehr als 20 Jahre nach dem Krieg zu einem Empfang für Heimatarmee-Veteranen eingeladen, wo der nach elfjähriger Haft befreite Widerstandskämpfer dem Oberst a. D. Trojan begegnet (Kap. 27). Als es ab 1956 nach Aufständen zu einer Entstalinisierung unter dem Vorsitzenden der kommunistischen Partei Gomulka kam, wurde der „Knochenbrecher“ wegen seiner Verhörmethoden zu einem Jahr und sieben Monaten Gefängnis verurteilt. Er akzeptiert dies ohne eigene Schuldgefühle als Wechsel der Verhältnisse im Ablauf des Lebens, in das man nicht eingreifen könne. Seit Beginn der Welt würden Gewalt, Hass, schöpferische Furcht, Grausamkeit, Verachtung, Zerstörungswut und Tod die Menschen beherrschen.[10]

### Analyse des Erzählers
Der Erzähler analysiert die Historie aus der Erfahrung des polnischen Volkes mit drei totalitären Systemen, dem deutschen Nationalsozialismus, dem russischen Stalinismus und dem polnischen Kommunismus, mit dem Ergebnis zerbrochener Biographien angesichts einer „Welt integrierter Schaltkriese“ und spricht von seinem Gefühl der „Sinnlosigkeit dieser Leiden, dieser Enttäuschungen, aber auch dieser Selbstaufopferung im Namen einer übergeordneten Räson. Die Menschheit zum Beispiel! Oder nur ein bisschen weniger, das Vaterland. Oder in noch kleinerem Maßstab, wenn auch gleichfalls pathetisch – die Menschenwürde, die Nächstenliebe, die Ideale der Freiheit.“ „In diesem System [einer paradoxen Welt] hat nur das Gefängnis die Chance zu einer Integration der Persönlichkeit eröffnet. Im Gefängnis war der Mensch frei vom Zerfall, weil er frei war von der Mitwirkung. […] Die Freiheit bewahren – das bedeutete, der Freiheit entsagen. Auf freiem Fuße bleiben – das bedeutete, der Desintegration und damit der Unterdrückung erliegen.“ Aber der Mensch lechze nach Welt und nach positiven Werten und das werde zu „einer Art Mitwirkung,“ die zum „Verlust von Augen, Zunge und Ohren“ führe. Dies sei auch die Erklärung für die „Mitwirkung von Millionen an der kommunistischen Tyrannei“, als einer „Wiederholung vieler in der Menschheitsgeschichte zurückliegender, blutiger Tyranneien“. In diesem Zusammenhang wendet der Erzähler sich gegen die Verharmlosung des Stalinismus im Vergleich zum Nationalsozialismus (Kap. 22) und kritisiert die westliche Neigung zur Relativierung der Verbrechen wegen des weltumfassenden kommunistischen Menschenbildes. Zwar unterscheidet er deutlich die von einem großen Teil der deutschen Bevölkerung bereitwillig übernommenen nationalsozialistische Vorstellungen eines den unterentwickelten Sklavenländern des Ostens überlegenen Herrenvolkes von dem kommunistischen universalen Erziehungsprogramm zur klassenlosen Gesellschaft, aber er betont Ähnlichkeiten in den totalitären Methoden beider Systeme und im Umgang mit ihren Opfern.
Als Antoni Rudowski nach der Wende 1989 mit einer polnischen Delegation Köln besucht, kommt es zu einer Begegnung mit dem alten Arens und er beantwortet die Frage nach dessen Schuld an seiner, Rudowskis, Inhaftierung mit „Nicht er, bei Gott, war mein Teufel“. Vielleicht sitze der Teufel einfach auch in ihm als „persönlicher, intimer Schutzteufel“ aus Dostojewskijs Werken, denn „die Hölle in uns [sei] immer noch besser als wir in der Hölle“. Aber dies sei seine persönliche Erfahrung, und weil die Menschen nichts aus der Vergangenheit lernen, sei „vielleicht auch [s]eine Meinung nicht viel wert. […] alles [sei] nur noch ein Phantom der Erinnerung.“

## Rezeption
Szczypiorski bezeichnete Nacht, Tag und Nacht als „das wichtigste Buch [s]eines Lebens. Es [sei] eine Abrechnung mit der Geschichte [s]einer Generation.“ Diesem Urteil schließen sich viele deutsche Rezensenten an: „Nacht, Tag und Nacht wurde geschrieben, als in Polen ein neuer Tag heraufdämmerte. Vor dem Hintergrund der Nachrichten, die uns aus dem Land erreichen, wirkt das Buch wie ein Menetekel.“
Der Roman wird in der Literaturkritik häufig als „Frau Seidenman“-Fortsetzung gewürdigt. Mit der Tageszeitenmetaphorik werde Geschichte gedeutet: die unmerkliche, schleichende Ablösung zweier unterschiedlich gearteter Diktaturen, die den Menschen in Polen nur eine kurze Verschnaufpause in Freiheit gelassen habe. Der Autor setze dem „jüdischen Polen“ auch mit diesem Roman ein „Denk-Mal“, indem er an den bestehenden Antisemitismus der Nachkriegszeit erinnere und zeige, wie die Juden, die aus den Vernichtungslagern befreit worden sind, zu Spielsteinen des Kommunismus wurden. Die Beschreibung des Seidenman-Romans trifft auch für „Nacht, Tag und Nacht“ zu: Die Personen werden jeweils von ihrem Ende her betrachtet – Opfer einer unbarmherzigen Geschichte. „Die Gnade kommt einzig und allein vom Erzähler, der selbst die Charaktere der Täter differenziert entfaltet und selbst die Schuldigen nicht ohne Mitgefühl zeichnet. Dabei ist es ein besonderes Verdienst Szczypiorskis, dass er das Augenmerk auch auf den polnischen Antisemitismus richtet.“ Das Bestechendste an Szczypiorskis Büchern sei jedoch ihr Stil: „eine fast lateinische Klarheit des Redens und Schreibens, die ihr (übergeordnetes) Pendant in einem realistischen Erzählen hat, das sowohl Erfolg beim Publikum garantierte wie das Wohlwollen von Szczypiorskis wichtigstem publizistischem Mentor Marcel Reich-Ranicki.“ So sehr dieses Erzählen anfangs vielleicht von einer sozialistischen Ästhetik geprägt gewesen sei, mit der Szczypiorski später nichts mehr zu tun haben wollte, so wenig lasse sich auch der Journalist verleugnen, als der er viele Jahre arbeitete.
Während die deutschen Zeitungen voll des Lobes sind über „Nacht, Tag und Nacht“, findet der Autor, obwohl er spätestens seit seinen politischen Aktivitäten zum Ende der achtziger Jahre eine politisch-moralische Instanz seines Landes darstellt, bei seinen Landsleuten mit diesem Roman nur wenig Anerkennung – für einige Nationalisten gilt er seither gar als Verräter. Sander fragt nach den Gründen der Rezeption in Polen und vermutet eine Mischung: Kritik an der literarischen Qualität, Neid auf seinen internationalen Erfolg, Irritation über das hohe Ansehen, das er ausgerechnet im „feindlichen“ Deutschland genießt, das heikle Kapitel seiner eigenen Biographie und der höhnisch-moralistische Ton seiner Publizistik. Sonntag verweist in ihrer Rezension von Kijowskas Biographie auf Szczypiorskis Zeit der publizistischen Unterstützung des kommunistischen Systems vor 1968. Insofern findet man biographische Bezüge zum Autor sowohl bei Rudowski als auch Czarnocki.